# Крыжик (Белопольский район)
Крыжик (укр. Крижик) — село,
Кальченковский сельский совет,
Белопольский район,
Сумская область,
Украина.
Код КОАТУУ — 5920683903. Население по переписи 2001 года составляло 129 человек .

## Географическое положение
Село Крыжик находится на расстоянии в 1,5 км от правого берега реки Вижлица.
На расстоянии в 1,5 км расположены сёла Червоное, Шкуратовка и Воронино.
По селу протекает пересыхающий ручей с запрудами.
Рядом проходит автомобильная дорога Т-1917.